# Rock and Roll Ain't Noise Pollution
Rock and Roll Ain't Noise Pollution è un singolo degli AC/DC, pubblicato nel 1981 ed estratto dall'album Back in Black.

## La canzone
Il titolo è traducibile in italiano come Il rock and roll non è inquinamento acustico. La canzone è stata suonata molte volte dal vivo, in quasi tutti i tour degli AC/DC a partire dalla pubblicazione di Back in Black, ad esclusione dei tour di Fly on the Wall e Black Ice.

## Video
È stato girato un video della canzone nel quale, come negli altri video dell'album, la band suona in un magazzino.
La canzone originale dura quasi 4 minuti e mezzo, ma la versione del video dura di meno, infatti gli ultimi 10 secondi di silenzio sono stati tagliati e sono stati messi invece i rumori di accendino all'inizio. Non è mai stato spiegato, e erano momenti di silenzio in onore di Bon Scott.

## Cover
Il gruppo di rock demenziale torinese Trombe di Falloppio ha realizzato una cover della canzone in italiano nel 1991, intitolata Io non corro se no poi sudo, presentata all'edizione di quell'anno del Festival di Sanscemo.

## Formazione
- Brian Johnson - voce
- Angus Young - chitarra solista
- Malcolm Young - chitarra ritmica
- Cliff Williams - basso
- Phil Rudd - batteria